# Фазовый детектор
Фа́зовый дете́ктор, фазовый компара́тор (ФД) — дискриминатор, сравнивающее фазы двух входных сигналов равных или близких частот.
На вход ФД подаются два сигнала, фазы которых нужно сравнить, на выходе ФД формируется сигнал, обычно напряжения, являющейся в некотором диапазоне изменения разности фаз монотонной функцией разности фаз входных сигналов.
Применяется в системах фазовой автоподстройки частоты, синтезаторах частот, радиоприёмной аппаратуре, стабилизаторах частоты вращения шпинделей, например, накопителей на жёстких дисках и др.

## Типы ФД

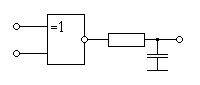
ФД на логическом элементе XOR

### Исключающее ИЛИ
Простейший ФД — логический элемент «ИСКЛЮЧАЮЩЕЕ ИЛИ». При подаче на вход этого элемента двух прямоугольных колебаний равных частот с равной скважностью, например, меандры, с нулевым фазовым сдвигом его выходное напряжение равно нулю (логический 0). При ненулевом сдвиге фаз на выходе элемента формируются импульсы, среднее значение длительности которых прямо пропорционально фазовому сдвигу и достигает максимума (на выходе логическая 1) при сдвиге, равном {\displaystyle \pi } в случае сигналов со скважностью 2. Фазовый детектор этого типа нечувствителен к знаку разности фаз, поэтому для получения монотонной зависимости выходного сигнала от разности фаз один из сигналов должен иметь начальный фазовый сдвиг, оптимально равный {\displaystyle \pi /2} для меандра. Для усреднения импульсного выходного сигнала на выходе этого фильтра устанавливают фильтр нижних частот (ФНЧ).

### Балансный смеситель
Другой тип ФД — это четырёхквадрантные перемножители двух входных сигналов, которые часто называют балансными смесителями. На выходе балансного смесителя присутствуют удвоенная частота входных сигналов и постоянная составляющая, пропорциональная разности фаз, что следует из выражения:
{\displaystyle \sin(\omega t+\alpha )\cos(\omega t+\beta )=}
{\displaystyle ={\sin(\omega t-\omega t+\alpha -\beta ) \over 2}+{\sin(\omega t+\omega t+\alpha +\beta ) \over 2}=}
{\displaystyle ={\sin(\alpha -\beta ) \over 2}+{\sin(2\omega t+\alpha +\beta ) \over 2}.}
Первое слагаемое результата перемножения не зависит от времени, а только от разности фаз, и представляет собой постоянную составляющую на выходе четырёхквадрантного перемножителя. Второе слагаемое — гармоническое колебание с удвоенной частотой входных сигналов — высокочастотная составляющая. Обычное применение балансного смесителя — в качестве смесителя частот. Если же балансный смеситель предназначен для выделения разности фаз сигналов равных частот, то высокочастотную составляющую отфильтровывают с помощью фильтра нижних частот (ФНЧ).
Если разность фаз сигналов невелика, то выходной сигнал фазового детектора приближенно линейно зависит от разности фаз в соответствии с приближённым равенством — ограничения разложения функции синуса в ряд Маклорена {\displaystyle \sin x=x-{\frac {x^{3}}{3!}}+{\frac {x^{5}}{5!}}-{\frac {x^{7}}{7!}}+\dots } первым членом ряда:
{\displaystyle \sin(\alpha -\beta )=\alpha -\beta .}
Схемотехнически балансные смесители обычно строятся по схемам кольцевых модуляторов или по схеме перемножителя — ячейки Гилберта.

### ФД, срабатывающие по фронтам входных сигналов
ФД этого типа чувствительны к относительному положению фронтов входных сигналов. Например, если сигнал А опережает сигнал Б, то на выходе этого ФД формируются импульсы положительной полярности с длительностью пропорциональной разности фаз и с частотой повторения равной частоте входных сигналов. Если сигнал Б опережает сигнал А, то на выходе формируются импульсы отрицательной полярности. Для получения выходного напряжения, пропорционального разности фаз на выходе ФД, применяют ФНЧ.

## Применение ФД
Традиционное применение ФД — в следящих системах автоподстройки частоты, где ФД совместно с генератором переменной частоты, управляемым напряжением (ГУН), включены в контур отрицательной обратной связи. Сигналом задания для этой системы автоматического регулирования является частота входного сигнала, а ФД является сравнивающим устройством. В передаточную функцию ФНЧ, установленном на выходе ФД перед ГУН, дополнительно вводят ноль, для обеспечения запаса устойчивости по фазе. В простейшем случае, если ФНЧ является RC-фильтром НЧ, то ноль в передаточной функции можно получить, включив резистор с нужным сопротивлением последовательно с конденсатором фильтра.
Также ФД используются в синтезаторах, умножителях и делителях частот. В этих системах на вход ФД подаются не сами сигналы, а сигналы, полученные в результате умножения, деления, суммирования или вычитания нужных частот.
В радиосвязи ФД применяется в системах автоподстройки частоты гетеродина в супергетеродинных радиоприёмниках.
В телефонии ФД применяется в устройствах декодирования тонального вызова.
При стабилизации частоты вращения шпинделей и валов на один из входов ФД подаётся сигнал от опорного генератора, на второй — импульсы от меток частотного датчика оборотов, и выходной сигнал ФД управляет не ГУН, а электрическим приводом вала.